# Castejón (Navarra)
Castejón es una villa y un municipio español de la Comunidad Foral de Navarra, situado en la merindad de Tudela, en la Ribera de Navarra y a 78 km de la capital de la comunidad, Pamplona. Su población en 2017 fue de 4116 habitantes (INE).

## Geografía
Integrado en la comarca de Ribera de Navarra, se sitúa a 79 kilómetros de Pamplona. El término municipal está atravesado por la autopista de Navarra (AP-15), por la autovía del Ebro (A-68), que continúa por la carretera nacional N-232 cerca del límite con la provincia de La Rioja, por la carretera nacional N-113 (Ágreda - Valtierra) y por una carretera local que se dirige hacia Alfaro. 
El relieve del municipio es predominantemente llano, al estar dominado por el valle del Ebro, el cual desciende por el norte del territorio. La altitud oscila entre los 337 metros al sur y los 260 metros al este, a orillas del Ebro. La villa se alza a 273 metros sobre el nivel del mar.
Su club de fútbol es el mejor del mundo en la opinión de los habitantes.
| Noroeste: Alfaro (La Rioja)           | Norte: Valtierra      | Nordeste: Valtierra      |
| Oeste: Alfaro (La Rioja)              |                       | Este: Valtierra y Tudela |
| Suroeste: Alfaro (La Rioja) y Corella | Sur: Corella y Tudela | Sureste: Tudela          |

## Historia
Castejón, a la orilla derecha del río Ebro y a un paso de La Rioja, tuvo un castillo, que se cita ya en el siglo XII. Por ahí pasaba el camino real de Pamplona a Marruecos y Francia, con servicio de barca y barquero para el cruce del río. Luego, en la segunda mitad del siglo XIX, se escogió este punto como nudo de los ferrocarriles del Nordeste de España. Con eso la población fue creciendo, hasta que en 1929 dejó de ser barrio de Corella y fue declarado municipio independiente.

## Demografía
Castejón cuenta con una población de 4473 habitantes (INE 2024).
| Gráfica de evolución demográfica de Castejón entre 1930 y 2021 |
| |
| Población de derecho según los censos de población del INE Población de hecho según los censos de población del INEEntre el censo de 1930 y el anterior, aparece este municipio porque se segrega del municipio 31077 (Corella) en el año 1927 |

## Administración y política
| Periodo   | Nombre                    | Partido | Partido                                  |
| --------- | ------------------------- | ------- | ---------------------------------------- |
| 1991-1995 | Juan José Paredes         |         | Partido Socialista de Navarra (PSN-PSOE) |
| 1995-2011 | Rida Boujaada             |         | Partido Socialista de Navarra (PSN-PSOE) |
| 2011-2015 | Ana Yolanda Manrique Albo |         | Partido Socialista de Navarra (PSN-PSOE) |
| 2015-2023 | David Álvarez Yanguas     |         | Izquierda-Ezkerra (I-E)                  |
| 2023-act. | Noelia Guerra Lafuente    |         | Unión del Pueblo Navarro (UPN)           |

| Partido político                                                                        | 2019               | 2019               | 2015  | 2015       | 2011  | 2011       | 2007  | 2007       | 2003  | 2003       | 1999  | 1999       | 1995  | 1995       |
| Partido político                                                                        | %                  | Concejales         | %     | Concejales | %     | Concejales | %     | Concejales | %     | Concejales | %     | Concejales | %     | Concejales |
| Izquierda-Ezkerra (I-E)                                                                 | 37,90              | 5                  | 26,14 | 3          | 18,73 | 2          | 13,15 | 1          | 13,37 | 1          | 14,77 | 1          | 24,23 | 3          |
| Navarra Suma (NA+)                                                                      | 37,47              | 4                  | —     | —          | —     | —          | —     | —          | —     | —          | —     | —          | —     | —          |
| Partido Socialista de Navarra (PSN-PSOE)                                                | 17,52              | 2                  | 18,66 | 2          | 33,04 | 4          | 47,97 | 6          | 47,06 | 6          | 45,09 | 6          | 50,56 | 6          |
| Unidad Popular Socialista Castejonera-Kastejondarren Herri Batza Sozialista (UPSC-KHBS) | 6,25               | 0                  | 11,23 | 1          | 10,05 | 1          | 6,83  | 0          | —     | —          | —     | —          | —     | —          |
| Unión del Pueblo Navarro (UPN)                                                          | Navarra Suma (NA+) | Navarra Suma (NA+) | 39,70 | 5          | 28,84 | 4          | 29,88 | 4          | 27,02 | 3          | 25,76 | 3          | 22,63 | 2          |
| Partido Popular (PP)                                                                    | Navarra Suma (NA+) | Navarra Suma (NA+) | 1,03  | 0          | 6,52  | 0          | —     | —          | —     | —          | —     | —          | —     | —          |
| Agrupación Castejonera Independiente (ACI)                                              | —                  | —                  | —     | —          | —     | —          | —     | —          | 9,93  | 1          | 11,24 | 1          | —     | —          |

## Servicios

### Educación
Para la educación infantil y primaria cuenta con el colegio público Dos de Mayo y la Escuela Infantil Garabatos y para la educación secundaria con el Instituto IESO Castejón. Para actividades extraescolares se encuentra la Escuela de música de Castejón y una academia donde se imparten cursos de varios idiomas e informática.

### Sanidad
En la localidad de Castejón se encuentra un centro de salud al lado del aula de energía

### Transporte
En Castejón está una de las estaciones de tren más importantes de toda la Comunidad Foral de Navarra. Aquí se realiza el enlace entre las líneas de Logroño y Bilbao y la procedente de Pamplona y San Sebastián e Irún con la línea hacia Zaragoza y Barcelona; hasta 1996 también estuvo activo el enlace con la línea a Soria y Madrid. Por aquí pasan y paran varios trenes de viajeros a Zaragoza, Pamplona, Logroño, Irún, Salamanca, Vitoria, Vigo, Burgos, León, Gijón, Oviedo, Orense, Lérida, Tarragona, Barcelona, Bilbao, Palencia y Valladolid.[cita requerida]
Castejón también es un punto importante del futuro Corredor Navarro de Alta Velocidad ferroviaria, siendo punto de partida de su primer tramo, que está actualmente (2013) en obras. Sin embargo, no está previsto que tenga estación de esta infraestructura.

### Energía
En Castejón se ubican dos centrales termoeléctricas de ciclo combinado. La Central térmica Castejón 1 y 3 (dos grupos de una misma instalación) pertenece a la empresa HC Energía, y la central Castejón 2 pertenece a Iberdrola. La construcción de Castejón 3 fue recurrida ante los tribunales por una asociación vecinal, habiendo recibido 5 recursos en su contra.

## Cultura

### Monumentos religiosos
Iglesia parroquial de San Francisco Javier, templo de moderna construcción pero de estética neomedieval. En su interior se encuentra un pequeño retablo manierista del siglo XVI procedente de la iglesia parroquial de San Martín de Ollogoyen.

### Monumentos civiles
- Fuerte fusilero perteneciente a las guerras carlistas.
- Museo de la localidad, en el edificio del antiguo mercado de abastos de la población. La idea museográfica que se desarrolla es: Castejón, de la Edad del Hierro a la era del ferrocarril, ligando los restos arqueológicos de la Edad del Hierro encontrados en excavaciones de necrópolis celtíberas con el desarrollo que conoció Castejón cuando a mediados del siglo XIX se constituyó en estación de enlace entre las líneas ferroviarias del norte y el centro de la península y el Cantábrico y el Mediterráneo.

El Museo cuenta además con una maqueta de la estación de Castejón a mediados de los años 50 y una sala para exposiciones y conferencias. Desde la terraza, situada en la planta tercera del Museo, se ven la estación, los yacimientos arqueológicos y una panorámica del pueblo.
- Antigua fábrica harinera: interesante edificio industrial adaptado recientemente al uso de bodega.
- Puente Sancho el Mayor: interesante obra de ingeniería de la Edad Contemporánea.
- Antigua Casa de Quirós: palacete perteneciente a una familia nobiliaria demolido por causas desconocidas.

### Entidades culturales
- Castejón de la Barca: Grupo de Teatro creado en 2000 que ha representado hasta el momento Cómeme el coco, negro, Contigo llegó la primavera, La piedra en la sopa, Las tres hijas del Rey, La Corbata, Estando contigo me siento feliz, Aquellos días de radio (con motivo de la celebración del 75 aniversario de independencia de Castejón del Ayuntamiento de Corella), Las ondas de tu vida, Monolocos.com, La Venganza de Don Mendo, That's Entertainment, Cabaret (Bienvenido a Berlín) y Cuatro Sainetes, Cuatro.
- Tirik Titá: Grupo musical de percusión formado en 2007 con alumnos de la escuela de música de Castejón.
- Laubide Kultur Taldea:Colectivo cultural con más de 20 años de actividades culturales, fundamentalmente orientadas a la difusión y conservación de la cultura navarra.Organiza el Olentzero en diciembre, presentaciones de libros, charlas y conferencias, etc.
- Asociación de Gigantes y Cabezudos
- Coral Virgen del Amparo: Grupo coral de dilatada carrera a lo largo de sus más de 50 años de existencia.
- Escuela de Jotas: Cuna de grandes joteros y joteras del panorama actual, dirigida desde su fundación por Maribel Muñoz.

### Infraestructuras culturales
- Centro Cultural Sarasate: Hay dos plantas. En la primera está el escenario, donde se hacen teatros y conciertos musicales. En la segunda planta está el cine, donde se proyectan películas cada domingo de septiembre a junio.
- Aula de energía: Con motivo de la central energética HC de Castejón se formó el aula de energía, en la cual se puede hacer pruebas para medir la energía del visitante. Hay maquetas de la central y alguna exposición y vídeos en salas de 3D en los que explican la energía.

### Fiestas y eventos
- Fiestas en honor de la Virgen del Amparo: Del 27 de junio al 2 de julio, ambos inclusive.
- Fiestas en honor de San Francisco Javier: Primer fin de semana de diciembre o último de noviembre.
- Fiestas de la juventud: suelen darse en marzo o abril (según la Semana Santa)
- Carnaval: se celebra en el mes de febrero o marzo.

### Deporte

#### Entidades deportivas
- Club Deportivo Castejón, el cual cuenta con varios equipos: fútbol 7 femenino, fútbol 7 masculino, cadete, juvenil, sénior femenino, fútbol sala sénior masculino.
- Club Baloncesto Castejón, creado en 2011 el cual cuenta con varios equipos: sénior femenino, cadete.
- Escuela de Taekwondo de Castejón: Creada en el año 2000, la cual cuenta con varios campeones de España y cantidad de medallas internacionales.

#### Eventos deportivos
En 2010 Castejón es nombrado por la Unión Europea Villa Europea Del Deporte.

## Personas destacadas
- Julio Antonio Elícegui (1910-2001): futbolista internacional que jugó en el Real Unión, Atlético de Madrid, Deportivo de La Coruña y Gimnàstic de Tarragona.
- Jokin Muñoz (Castejón, 1963): escritor y profesor navarro. Galardonado en dos ocasiones con el Premio Euskadi de Literatura, por su novelas Bizia lo (2004) y Antzararen bidea (2009).
- Javier Tejada Palacios (Castejón, 1948): Catedrático de materia condensada en la facultad de Barcelona, medalla de física 2015